# Принс, Харольд
Харольд Смит «Хал» Принс (англ. Harold Smith «Hal» Prince; 30 января 1928, Нью-Йорк, США — 31 июля 2019) — американский театральный продюсер и режиссёр, получивший известность благодаря постановке многих знаменитых бродвейских мюзиклов второй половины XX века. Он получил 21 премию «Тони» (в том числе 8 за лучшую режиссуру мюзикла, 8 за лучший мюзикл, 2 за лучшую постановку мюзикла и 3 специальных награды), что являлось абсолютным рекордом на момент получения последней в 2006 году.

## Биография

### Ранние года
Родился в Нью-Йорке в еврейской семье. Его мать Бланш Стерн вторично вышла замуж и он был усыновлён её новым мужем Милтоном Принсом, брокером фондовой биржи. После окончания Дуайт школы в Нью-Йорке, в возрасте 16 лет Харольд поступил в Пенсильванский университет, где он изучал гуманитарные дисциплины в течение следующих трёх лет. После окончания университета Харольд служил 2 года в армии США на территории послевоенной Германии.

### Театральная деятельность
В 1950 году Принс начал работу в театре в должности ассистента помощника режиссёра под началом известного театрального продюсера Джорджа Эбботта. В этой должности Харольд принял участие в постановке двух мюзиклов, Билеты, пожалуйста! (1950) и Назовите меня мадам (1950). После возвращения из армии он принимает участие в постановке мюзикла Чудесный город в 1953 году, который был отмечен пятью наградами Тони.
В 1954 году Харольд впервые выступает в качестве сопродюсера пьесы Пижамная игра, которая принесла ему первую статуэтку Тони за лучший мюзикл в 1955 году. Следующая работа Харольда над постановкой бродвейского шоу Чёртовы янки в качестве сопродюсера также была отмечена наградой за лучший мюзикл в 1956 году. В последующие несколько лет Харольд принимает участие в постановке ещё нескольких пьес. Постановка Фиорелло! завоевала для Хала очередную награду за лучший мюзикл в 1960 году, а Смешное происшествие по дороге на Форум принесла постановщику две статуэтки в 1963 году.
Свои собственные проекты Харольд начал ставить в 1962 году. Первой его самостоятельной работой стал мюзикл Семейное дело. Однако постановка выдержала всего 65 показов и была снята с программы менее чем через 2 месяца. Следующие несколько постановок, в которых он выступал и как продюсер, и как режиссёр, также были недолговечными, за исключением мюзикла Скрипач на крыше, поставленного в сентябре 1964 года. Скрипач на крыше был отмечен девятью премиями Тони и стал одним из самых успешных бродвейских проектов, выдержав более 3000 постановок за 8 лет.
В 1966 году Харольд становится режиссёром мюзикла Кабаре, собравшего в итоге 8 премий Тони, и получает свою первую статуэтку за режиссёрскую работу. С 1970 года Харольд начинает тесное сотрудничество со Стивеном Сондхаймом, американским композитором, поэтом и драматургом, с которым они ранее работали над Вестсайдской историей. В течение более чем 10 лет они поставили несколько пьес, которые были отмечены всевозможными наградами: Компания (1970), Безумства (1971), Маленькая серенада (1973), Тихоокеанские увертюры (1976) и Суини Тодд (1979).
В 1978 году Принс по просьбе Эндрю Ллойда Уэббера ставит поп-оперу Эвита, которая приносит режиссёру 17-ю и 18-ю награды Тони.
В 1981 году прекращается сотрудничество Сондхайма и Принса после неудачной пьесы Мы едем, едем, едем, которая была прекращена менее чем через 2 недели после премьеры. Совместная работа возобновилась вновь только спустя более чем 20 лет в 2003 году в музыкальной комедии Кураж.
Преисполненный решимости реабилитироваться, он принимается за постановку нового мюзикла Кукольная жизнь, который продолжил историю Норы Хелмер, описанную в пьесе норвежского драматурга Хенрика Ибсена Кукольный дом. Постановка также была плохо воспринята. Следующие проекты, включая мюзиклы Роза и Гринд, также были оказались не вполне удачными, продержавшись в прокате 10 дней и 2 месяца соответственно.
В это время Ллойд Уэббер, вдохновленный успехом Эвиты, вновь обратился к Принсу с просьбой взять на себя постановку мюзикла Призрак оперы. Премьера шоу на Бродвее состоялась 26 января 1988 года в театре Маджестик. Постановка стала одним из самых успешных бродвейских шоу, первой из всех бродвейских мюзиклов достигшей отметки 10000 показов и принесла Харольду очередную премию Тони.
С конца 80-х Харольд начинает снижать количество постановок. Отчасти это было связано с тем, что последние его несколько работ были негативно восприняты публикой, отчасти с тем, что получать финансирование на постановки стало сложней. Из его работ в 90-х годах стоит выделить Плавучий театр (1995), который был отмечен премией Тони, ставшей для режиссёра 20-й, а также мюзиклы Поцелуй женщины-паука (1993) и Парад (1999).
В 2003 году произошло воссоединение Харольда Принса и Стивена Сондхайма. Их новый проект — музыкальная комедия Кураж — открылся 30 июня в Чикаго.
Достижения Харольда в развитии театрального искусства были отмечены несколькими наградами, в том числе Наградой Центра Кеннеди за вклад в американскую культуру (1996), Национальной медалью США в области искусств (2000), Специальной премией Тони за достижения в жизни (2006), наградой Американской Академии достижений в 2007 году
. Театр Харольда Принса в Анненбергской школе коммуникаций при Пенсильванском университете назван в его честь.

### Работа в кино
Харольд начал пробовать свои силы в кино ещё с конца 50-х, когда принимал участие в экранизации двух мюзиклов, Пижамная игра и Чёртовы янки. В 1970 году Харольд впервые стал режиссёром фильма Кое-что для каждого. В 1977 году Харольд экранизирует собственный мюзикл Маленькая серенада, который, хотя и был отмечен премией Оскар за лучшую музыку, был невысоко оценен публикой. После этого Харольд прекратил работу в кино, лишь изредка появляясь в различных шоу и документальных передачах.

### Личная жизнь
26 октября 1962 года Харольд Принс женился на Джуди Чаплин, дочери американского композитора и музыкального режиссёра Сола Чаплина (Каплана). У Харольда и Джуди двое детей — дочь Дэйзи Принс, режиссёр, которая вышла замуж за актёра Александра Чаплина (Габермана), и сын Чарльз Принс, дирижёр.

## Постановки

### Мюзиклы
| - Билеты, пожалуйста! (Tickets, Please!; 1950) — ассистента помощника режиссёра - Назовите меня мадам (Call Me Madam; 1950) — ассистента помощника режиссёра - Чудесный город (Wonderful Town; 1953) — помощник режиссёра - Пижамная игра (The Pajama Game; 1954) — сопродюсер - Чёртовы янки (Damn Yankees; 1955) — сопродюсер - Новая девушка в городе (New Girl in Town; 1957) — сопродюсер - Вестсайдская история (West Side Story; 1957) — сопродюсер - Фиорелло! (Fiorello!; 1959) — сопродюсер - Вестсайдская история (West Side Story; 1960) — сопродюсер - Злачное место (Tenderloin; 1960) — сопродюсер - A Call on Kuprin (A Call on Kuprin; 1961) — продюсер - Возьмите её, она моя (Take Her, She’s Mine; 1961) — продюсер - Семейное дело (A Family Affair; 1962) — режиссёр - Смешное происшествие по дороге на Форум (A Funny Thing Happened on the Way to the Forum; 1962) — продюсер - Она меня любит (She loves me; 1963) — продюсер, режиссёр - Скрипач на крыше (Fiddler on the Roof; 1964) — продюсер - Бейкер-стрит (Baker Street; 1964) — режиссёр - Флора — Красная Угроза (Flora, The Red Menace; 1965) — продюсер - Это птица… Это самолет… Это Супермен (It’s a Bird…It’s a Plane…It’s Superman; 1966) — продюсер, режиссёр - Кабаре (Cabaret; 1966) — продюсер, режиссёр - Мюзикл (Zorba; 1968) — продюсер, режиссёр - Компания (Company; 1970) — продюсер, режиссёр - Безумства (Follies; 1971) — продюсер, режиссёр - Великий бог Браун (The Great God Brown; 1972) — художник-постановщик - Дон Жуан (Dom Juan; 1972) — художник-постановщик - Маленькая серенада (A Little Night Music; 1973) — режиссёр, продюсер - Сондхейм: музыкальный трибьют (Sondheim: A Musical Tribute; 1973) — актёр - Визит (The Visit; 1973) — режиссёр - Железная дорога (Chemin de Fer; 1973) — художник-постановщик - Праздник (Holiday; 1973) — художник-постановщик | - Кандид (Candide; 1974) — продюсер, режиссёр - Любовью за любовь (Love for Love; 1974) — режиссёр - На свадьбе (The Member of the Wedding; 1975) — художник-постановщик - Правила игры (The Rules of the Game; 1974) — художник-постановщик - Тихоокеанские увертюры (Pacific Overtures; 1976) — продюсер, режиссёр - Бок о бок с Сондхеймом (Side by Side by Sondheim; 1977) — продюсер - Некоторые из моих лучших друзей (Some of My Best Friends; 1977) — режиссёр - В двадцатом веке (On the Twentieth Century; 1978) — режиссёр - Суини Тодд (Sweeney Todd; 1979) — режиссёр - Эвита (Evita; 1979) — режиссёр - Мы едем, едем, едем (Merrily We Roll Along; 1981) — режиссёр - Вилли Старк (Willie Stark; 1981) — режиссёр - Кукольная жизнь (A Doll’s Life; 1982) — продюсер, режиссёр - Игра памяти (Play Memory; 1984) — режиссёр - Гринд (Grind; 1985) — продюсер - Призрак оперы (The Phantom of the Opera; 1986) — режиссёр - Роза (Roza; 1987) — режиссёр - Кабаре (Cabaret; 1987) — режиссёр - Внук королей (Grandchild Of Kings; 1991) — режиссёр - Поцелуй женщины-паука (Kiss of the Spider Woman; 1993) — режиссёр - Плавучий театр (Show boat; 1994) — режиссёр - Окаменевший принц (The Petrified Prince; 1994) — режиссёр - Свистни по ветру (Whistle Down the Wind; 1996) - Кандид (Candide; 1997) — режиссёр - Парад (Parade, 1998) — режиссёр, сценарист - 3hree (3hree; 2000) — руководитель, режиссёр (The Flight of the Lawnchair Man) - Голливудские руки (Hollywood Arms; 2002) — продюсер, режиссёр - Кураж (Bounce; 2003) — режиссёр - Lovemusik (Lovemusik; 2007) — режиссёр - Найденный рай (Paradise Found; 2010) — сорежиссёр |

### Фильмография
- Кое-что для каждого (Something for Everyone; 1970) — режиссёр
- Маленькая серенада (A Little Night Music; 1977) — режиссёр

## Награды и номинации
- Национальная медаль США в области искусств (2000)

| Награды - 1955 Премия Тони за лучший мюзикл — Пижамная игра (продюсер) - 1956 Премия Тони за лучший мюзикл — Чёртовы янки (продюсер) - 1960 Премия Тони за лучший мюзикл — Фиорелло! (продюсер) - 1963 Премия Тони за лучший мюзикл — Смешное происшествие по дороге на Форум (продюсер) - 1963 Премия Тони за лучшую режиссуру мюзикла — Смешное происшествие по дороге на Форум - 1965 Премия Тони за лучший мюзикл — Скрипач на крыше (продюсер) - 1965 Премия Тони за лучшую режиссуру мюзикла — Скрипач на крыше - 1967 Премия Тони за лучшую режиссуру мюзикла — Кабаре - 1967 Премия Тони за лучший мюзикл — Кабаре (продюсер) - 1970 Премия «Драма Деск» в номинации «Лучший режиссёр» — Компания - 1971 Премия «Драма Деск» в номинации «Лучший режиссёр» — Безумства - 1971 Премия Тони за лучшую режиссуру мюзикла — Компания - 1971 Премия Тони за лучший мюзикл — Компания (продюсер) - 1972 Премия Тони за лучшую режиссуру мюзикла — Безумства - 1972 Специальная премия Тони за самый продолжительный мюзикл в истории Бродвея — Скрипач на крыше - 1973 Премия «Драма Деск» в номинации «Лучший режиссёр» — Маленькая серенада - 1973 Премия «Драма Деск» в номинации «Лучший режиссёр» — The Great God Brown - 1973 Премия Тони за лучший мюзикл — Маленькая серенада (продюсер) - 1974 Премия «Драма Деск» в номинации «Лучший режиссёр» — Кандид - 1974 Премия «Драма Деск» в номинации «Лучший режиссёр» — Визит - 1974 Премия Тони за лучшую режиссуру мюзикла — Кандид - 1974 Специальная премия Тони — Кандид - 1979 Премия «Драма Деск» в номинации «Лучший режиссёр мюзикла» — Суини Тодд - 1979 Премия Тони за лучшую режиссуру мюзикла — Суини Тодд - 1980 Премия «Драма Деск» в номинации «Лучший режиссёр мюзикла» — Эвита - 1980 Премия Тони за лучшую режиссуру мюзикла — Эвита - 1988 Премия «Драма Деск» в номинации «Лучший режиссёр мюзикла» — Призрак оперы - 1988 Премия Тони за лучшую режиссуру мюзикла — Призрак оперы - 1995 Премия «Драма Деск» в номинации «Лучший режиссёр мюзикла» — Плавучий театр - 1995 Премия Тони за лучшую режиссуру мюзикла — Плавучий театр - 2006 Специальная премия Тони за достижения в жизни - 2007 Премия Академии достижений | Номинации - 1958 Премия Тони за лучший мюзикл — Новая девушка в городе (продюсер) - 1958 Премия Тони за лучший мюзикл — Вестсайдская история (продюсер) - 1964 Премия Тони за лучшую постановку мюзикла — Она меня любит - 1964 Премия Тони за лучший мюзикл — Она меня любит (продюсер) - 1964 Премия Тони за лучшую режиссуру мюзикла — Она меня любит - 1969 Премия Тони за лучшую режиссуру мюзикла — Зорба - 1969 Премия Тони за лучший мюзикл — Зорба (продюсер) - 1972 Премия Тони за лучший мюзикл — Безумства (продюсер) - 1973 Премия Тони за лучшую режиссуру мюзикла — Маленькая серенада - 1976 Премия «Драма Деск» в номинации «Лучший режиссёр мюзикла» — Тихоокеанские увертюры - 1976 Премия «Драма Деск» в номинации «Лучший мюзикл» — Тихоокеанские увертюры (продюсер) - 1976 Премия Тони за лучшую режиссуру мюзикла — Тихоокеанские увертюры - 1976 Премия Тони за лучший мюзикл — Тихоокеанские увертюры (продюсер) - 1977 Премия «Драма Деск» в номинации «Уникальный театральный опыт» — Бок о бок с Сондхеймом - 1977 Премия Тони за лучший мюзикл — Бок о бок с Сондхеймом (продюсер) - 1978 Премия Тони за лучшую режиссуру мюзикла — В двадцатом веке - 1985 Премия Тони за лучшую режиссуру мюзикла — Гринд - 1985 Премия Тони за лучший мюзикл — Гринд (продюсер) - 1988 Премия «Драма Деск» в номинации «Лучший режиссёр мюзикла» — Кабаре - 1993 Премия Тони за лучшую режиссуру мюзикла — Поцелуй женщины-паука - 1999 Премия «Драма Деск» в номинации «Лучший режиссёр мюзикла» — Парад - 1999 Премия Тони за лучшую режиссуру мюзикла — Парад - 2007 Премия «Драма Деск» в номинации «Лучший режиссёр мюзикла» — Lovemusik |